# Семени
Семе́ни — село в Україні, в Коростенському районі Житомирської області. Входить до складу Овруцької міської громади. Населення становить 63 особи.

## Географія
Через село тече річка Лизниця, ліва притока Жерева.
На північному сході від села бере початок річка Щетинь, ліва притока Лизниці.

## Населення
За даними перепису 2001 року населення села становило 63 особи, з них 98,41% зазначили рідною українську мову, а 1,59% — молдовську.